# Villers-Bocage (Calvados)
Villers-Bocage é uma comuna francesa na região administrativa da Normandia, no departamento Calvados. Estende-se por uma área de 5,76 km². Em 2010 a comuna tinha 3 170 habitantes (densidade: 550,3 hab./km²).

## História
- A 24 de Julho de 1346, Eduardo III de Inglaterra toma a cidade;

- Em 1366, Jeanne Bacon, viúva de Guilherme Bertrand, segundo filho de Roberto VIII Bertrand de Bricquebec, cria o priorado de Sainte-Élisabeth;

- em 1417, durante a Guerra dos Cem Anos, Henrique V de Inglaterra toma novamente a cidade;

- A 22 de Agosto de 1886, a comuna é ligada à estação de Caen através de uma linha de caminho-de-ferro, que vai da origem a Aunay-sur-Odon, sendo depois prolongado em 1891 até a estação de Vire[2]. O transporte de passageiros na linha Caen - Vire é interrompida a 1 de Março de 1938. O transporte de mercadorias fica limitado a Jurques, sendo mais tarde definitivamente suspenso. A linha seria depois removida;
- A 13 de Junho de 1944, dá-se a Ofensiva Perch.

## Monumentos
- Igreja Saint-Martin, reconstruida em 1955 (após a Segunda Guerra Mundial).

- Castelo do Século XVII.

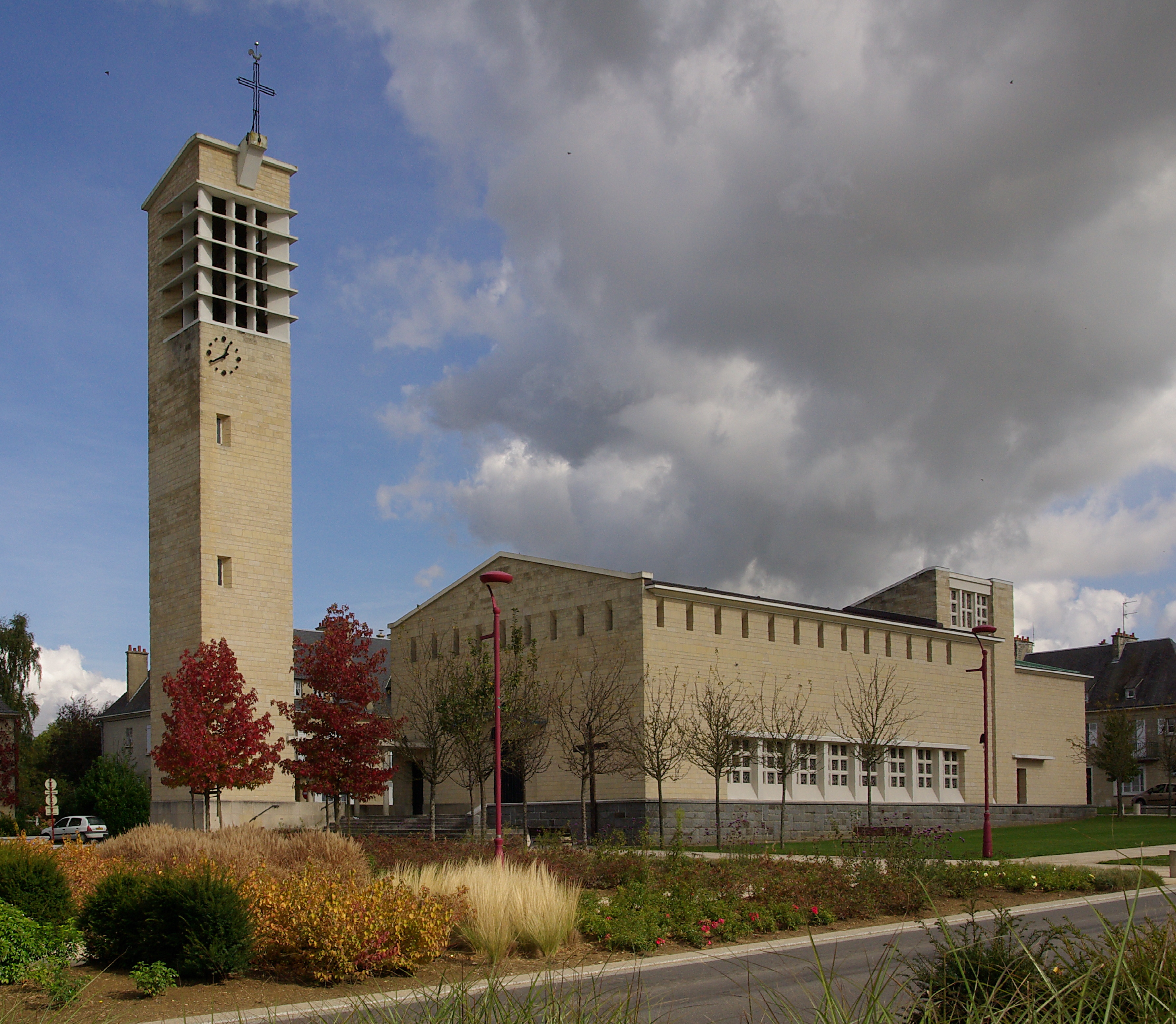
A igreja